# Florence, Oregon
Florence là một thành phố trong Quận Lane tiểu bang Oregon,  Hoa Kỳ. Một câu chuyện truyền miệng nói rằng thành phố được đặt tên theo tên của thượng nghị sĩ tiểu bang A.B. Florence người đã đại diện cho Quận Lane từ 1858-1860; một câu chuyện khác thì nói rằng Florence được đặt tên theo tên một chiếc tàu Pháp bị đắm ngoài cửa sông Siuslaw ngày 17 tháng 2 năm 1875.

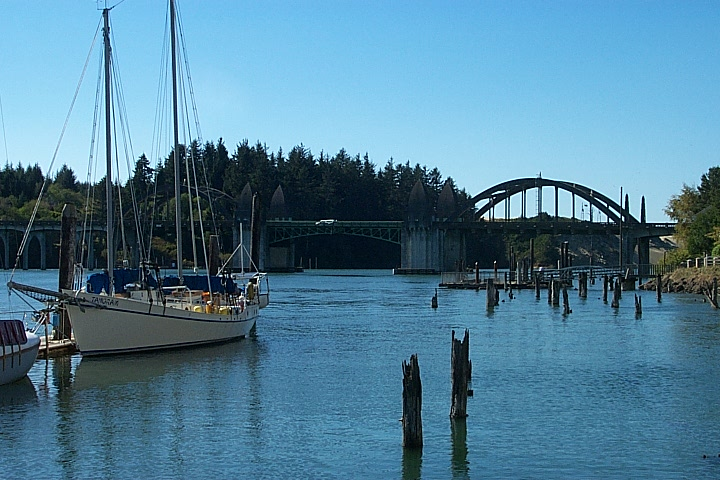
Một thuyền buồm trên sông Siuslaw

## Địa lý
Florence nằm trên duyên hải Oregon ở cửa sông Siuslaw, trên khoảng cùng vĩ tuyến với Eugene, Oregon, và khoảng nửa đường giữa hai thành phố chính duyên hải miền trung Oregon là Newport và Coos Bay.
Theo Cục Điều tra Dân số Hoa Kỳ, thành phố có tổng diện tích là 14,3 km² (5,5 mi²). 12,7 km² (4,9 mi²) là đất và 1,5 km² (0,6 mi²) là nước. Tổng diện tích nước là 10,71%.

## Thành phố kết nghĩa
Florence có một thành phố kết nghĩa:
- Yamagata, Nhật Bản

Yamagata-shi được thành lập năm 2003 từ sự sáp nhập Ijira (thành phố kết nghĩa trước đây của Florence), Takatomi, và Miyama.

## Giao thông
- Phi trường thị trấn Florence